# Gunnar Larsson (1901–1982)
Gunnar Larsson, född 17 september 1901 i Solleröns församling, Kopparbergs län, död 27 mars 1982 i Borlänge, Stora Tuna kyrkobokföringsdistrikt, Kopparbergs län, var en svensk målare.
Han var son till folkskolläraren Mats Larsson och Alma Grafwé och från 1925 gift med Olga Hedberg. Larsson studerade dekorationsmåleri vid Tekniska skolan i Stockholm 1924-1925 och bedrev därefter självstudier inom konsten. Han medverkade ett flertal gånger i Dalarnas konstförenings utställningar. Hans konst består av stilleben, landskap och hamnmotiv. Larsson är representerad vid Fornby folkhögskola och i Stora Kopparbergs bergslag. Han tilldelades Ester Lindahls stipendium 1930.